# الرجل العظمي (فلم 2004)
الرجل العظمي (بالإنجليزية: skeleton man) هو فيلم رعب وأكشن أنتج في الولايات المتحدة وصدر سنة 2004 من بطولة كاسبر فان دين ومايكل روكر.

## ملخص القصة
عالم آثار يقوم بإيقاظ وحش قاتل ويبدأ الوحش في قتل كل من يراه.

## الميزانية والإيرادات
كلف الفيلم ميزانية تقدر بـ 2 مليون دولار أمريكي.

## روابط خارجية
- مقالات تستعمل روابط فنية بلا صلة مع ويكي بيانات